# Liste des fugitifs les plus recherchés en Italie
La liste des fugitifs les plus recherchés en Italie est une liste de personnes les plus recherchées par la police italienne sous l'égide du ministère de l'Intérieur italien. Il s'agit de criminels réputés extrêmement dangereux. La liste de ces personnes  commence à être rendue publique à partir de juillet 1992. Lorsqu’un fugitif est arrêté, il est rapidement retiré de la liste et remplacé par un autre dans le cas échéant. Il existe également des listes de 100 à 500 fugitifs les plus recherchés de moindre importance.

## Les gangsters les plus recherchés en 2024
La police criminelle italienne définit leur dangerosité comme maximale. Membres d'organisations mafieuses, ces quatre personnes sont : Attilio Cubeddu (d'anonyme sarda) recherché depuis 1997, Renato Cinquegranella (en) (de la Camorra) recherché depuis 2002 et Giovanni Motisi (de la Cosa Nostra) recherché depuis 1998.

## Personnes retirées de la liste

### 1992
- Giuseppe Madonia (it) (Cosa Nostra), arrêté le 6 septembre 1992[5];
- Raffaele Stolder (it) (Camorra), recherché depuis 1989, arrêté le 10 septembre 1992[6];
- Carmine Alfieri (Camorra), arrêté le 11 septembre 1992[7];
- Domenico Libri (en) ('Ndrangheta), arrêté le 17 septembre 1992[8];
- Matteo Boe (it) (banditisme sarde) arrêté le 13 octobre 1992[9].

### 1993
- Salvatore Riina (Cosa Nostra), recherché depuis 1969 et arrêté le 15 janvier 1993 à Palerme[10];
- Rosetta Cutolo (Camorra), sœur de Raffaele Cutolo, arrêtée le 8 février 1993[11],
- Umberto Bellocco (en) ('Ndrangheta), recherché depuis 1988 et arrêté le 18 février 1993[12];
- Mario Umberto Imparato (Camorra), tué par la police le 15 mars 1993[13];
- Pasquale Condello ('Ndrangheta), arrêté le 23 mars 1993[14];
- Antonio Imerti (en) ('Ndrangheta), arrêté le 23 mars 1993[14];
- Umberto Ammaturo (Camorra), recherché depuis 1990 et arrêté le 3 mai 1993 à Lima (au Pérou)[15];
- Nitto Santapaola (Cosa Nostra), arrêté le 18 mai 1993 à Catane (Sicile)[16];
- Giuseppe Pulvirenti (Cosa Nostra), recherché depuis 1982 et arrêté le 2 juin 1993[17].
- Vincenzo Milazzo (Cosa Nostra), corps retrouvé  le 14 décembre 1993[18].

### 1994
- Giuseppe Graviano (en) (Cosa Nostra), arrêté le 27 janvier 1994[19];
- Santo Araniti (en) ('Ndrangheta), recherché depuis 1983, arrêté le 24 mai 1994[20];
- Lorenzo Tinnirello (Cosa Nostra), recherché depuis 1989, arrêté le 27 août 1994[21];
- Michelangelo La Barbera (it) (Cosa Nostra), arrêté le 3 décembre 1994[22].

### 1995
- Eugenio Galea (Cosa Nostra), arrêté le 13 janvier 1995[23];
- Leoluca Bagarella (Cosa Nostra), recherchée depuis 1991, arrêtée le 24 juin 1995[24];
- Antonio Strangio ('Ndrangheta), arrêté le 26 août 1995[25];
- Salvatore Cristaldi (Cosa Nostra), recherché depuis 1993, arrêté le 7 octobre 1995[26].

### 1996
- Salvatore Cucuzza (Cosa Nostra), arrêté le 5 mai 1996[27];
- Giovanni Brusca (Cosa Nostra), recherché depuis 1991, arrêté le 20 mai 1996[28];
- Giorgio De Stefano (en)(« Ndrangheta), arrêté le 1er juillet 1996[29];
- Nicola Arena (it) ('Ndrangheta), recherché depuis 1993, arrêté le 6 juillet 1996[30];
- Carlo Greco (Cosa Nostra), recherché depuis 1989, arrêté le 26 juillet 1996[31];
- Marzio Sepe (it) (Camorra), recherché depuis 1992, arrêté le 6 septembre 1996[32].

### 1997
- Mariano Asaro (it) (Cosa Nostra), recherché depuis 1991, arrêté le 18 avril 1997[33].
- Michele Mercadante (Cosa Nostra), arrêté le 18 avril 1997[33];
- Giuseppe Polverino (Camorra), recherché depuis 1992, arrêté le 21 mai 1997[34];
- Pietro Aglieri (en) (Cosa Nostra), recherché depuis 1989, arrêté le 6 juin 1997[35];
- Giuseppe La Mattina (Cosa Nostra), arrêté le 6 juin 1997[35];
- Girolamo Molè (en) ('Ndrangheta), recherché depuis 1993, arrêté le 12 juillet 1997[36];
- Mario Fabbrocino (en) (Camorra), recherché depuis 1988, arrêté le 3 septembre 1997, à Buenos Aires (Argentine)[37].

### 1998
- Vito Vitale (Cosa Nostra), recherché depuis 1995, arrêté le 14 avril 1998[38]
- Pino Guastella (Cosa Nostra), arrêté le 24 mai 1998[39];
- Francesco Schiavone (Camorra), recherché depuis 1993, arrêté le 11 juillet 1998[40];
- Mariano Tullio Troia (en) (Cosa Nostra), recherché depuis 1992, arrêté le 15 septembre 1998[41];
- Diego Burzotta (Cosa Nostra), recherché depuis 1994, arrêté le 14 octobre 1998[42];
- Francesco Messina Denaro (Cosa Nostra), recherché depuis 1990, retrouvé mort le 30 novembre 1998[43];
- Pino Cammarata (Cosa Nostra), recherché depuis 1991, arrêté le 4 décembre 1998[44].

### 1999
- Salvatore Di Ganci (Cosa Nostra), recherché depuis 1993, arrêté le 29 janvier 1999[45];
- Giuseppe Piromalli (en) ('Ndrangheta), recherché depuis 1993, arrêté le 11 mars 1999[46],[47];
- Bachisio Franco Goddi (banditisme sarde), arrêté le 13 juillet 1999[48].

### 2000
- Francesco Mallardo (en) (Camorra), arrêté le 14 avril 2000[49];
- Gennaro Sacco (Camorra), recherché depuis 1999, arrêté le 19 avril 2000[50];
- Antonio Libri ('Ndrangheta), recherché depuis 1994, arrêté le 23 mai 2000[51];
- Ferdinando Cesarano (Camorra), recherché depuis 1998, arrêté le 10 juin 2000[52];
- Salvatore Genovese (Cosa Nostra), recherché depuis 1993, arrêté le 12 octobre 2000[53];
- Francesco Prudentino (Sacra Corona Unita), recherché depuis 1995, arrêté le 22 décembre 2000[54];
- Erminia Giuliano (Camorra), sœur de Luigi Giuliano recherchée depuis 2000, arrêtée le 24 décembre 2000[55].

### 2001
- Benedetto Spera (en) (Cosa Nostra), recherché depuis 1971, arrêté le 30 janvier 2001[56];
- Vincenzo Virga (en) (Cosa Nostra), recherché depuis 1994, arrêté le 21 février 2001[57];
- Angelo Nuvoletta (Camorra), recherché depuis 1995, arrêté le 17 mai 2001[58];
- Gaetano Santaiti (en) ('Ndrangheta), recherché depuis 1993, arrêté le 20 mai 2001[59];
- Vito Di Emidio (Sacra Corona Unita), recherché depuis 1995, arrêté le 29 mai 2001[60];
- Maria Licciardi (Camorra), recherchée depuis 1999, arrêtée le 14 juin 2001[61];
- Carmine De Stefano ('Ndrangheta), recherché depuis 1994, arrêté le 9 décembre 2001[62];
- Giuseppe Barbaro (en)('Ndrangheta), arrêté le 10 décembre 2001[63].

### 2003
- Andrea Manciaracina (en) (Cosa Nostra), recherchée depuis 1992, arrêtée le 31 janvier 2003[64];
- Salvatore Rinella (Cosa Nostra), recherché depuis 1995, arrêté le 6 mars 2003[65];
- Filippo Cerfeda (Sacra Corona Unita), recherché depuis 2001, arrêté le 12 mars 2003 à Ridderkerk (Pays-Bas)[66];
- Francesco Mallardo (en)(Camorra), de nouveau arrêté le 28 août 2003[67];
- Giovanni Bonomo (en) (Cosa Nostra), recherché depuis 1996, arrêté le 14 novembre 2003[68].

### 2004
- Giuseppe Morabito ('Ndrangheta), recherché depuis 1992, arrêté le 18 février 2004[69];
- Orazio De Stefano (it)('Ndrangheta), recherché depuis 1988, arrêté le 22 février 2004[70];
- Francesco Schiavone (Camorra), recherché depuis 2002, arrêté le 13 mars 2004 en Pologne[71];
- Roberto Pannunzi (en)('Ndrangheta), recherché depuis 1999, arrêté le 5 avril 2004 à Madrid (Espagne) avec son fils Alessandro Pannunzi[72];
- Vito Roberto Palazzolo (en) (Cosa Nostra), recherché depuis 1986, radié de la liste le 23 avril 2004,après la révocation de son mandat d'arrêt. Le 5 juillet 2006, il a été reconnu coupable et condamné à 9 ans de prison pour association mafieuse sans être réinscrit sur la liste des fugitifs les plus recherchés[73],[74],[75] Palazzolo a été arrêté le 30 mars 2012 à Bangkok (Thaïlande)[76] et extradé vers l'Italie le 19 décembre 2013[77];
- Vito Bigione (Cosa Nostra), recherché depuis 1995, arrêté le 27 mai 2004 à Caracas (Venezuela)[78],[79];
- Pasquale Tegano (en) ('Ndrangheta), recherché depuis 1994, arrêté le 6 août 2004[80];
- Andrea Ghira (it), recherché depuis 1975, retrouvé mort le 9 septembre 2004[81].

### 2005
- Raffaele Antonio Ligato (Camorra), recherché depuis 2003, arrêté en Allemagne le 26 janvier 2005[82];
- Gregorio Bellocco (en) ('Ndrangheta), recherché depuis 1997, arrêté le 16 février 2005[83];
- Giuseppe Iamonte (en) ('Ndrangheta), recherché depuis 1993, arrêté le 14 mai 2005[84];
- Antonio Commisso ('Ndrangheta), recherché depuis 2004, arrêté le 28 juin 2005 près de Toronto (Canada)[85];
- Vincenzo Iamonte ('Ndrangheta), recherché depuis 1993, arrêté le 30 juillet 2005[86];
- Luigi Putrone (en) (Cosa Nostra), recherché depuis 1998, arrêté le 12 août 2005 à Ústí nad Labem (République Tchèque)[87];
- Paolo Di Lauro (Camorra), recherché depuis 2002, arrêté le 16 septembre 2005[88],[89];
- Umberto Di Fazio (Cosa Nostra), recherché depuis 2000, arrêté le 23 octobre 2005[90].

### 2006
- Rose Ann Scrocco, anarchiste insurrectionnelle, arrêtée le 16 janvier 2006 à Amsterdam (Pays-Bas)[91];
- Giuseppe D'Agostino (it) ('Ndrangheta), recherché depuis 1996, arrêté le 23 mars 2006[92];
- Bernardo Provenzano (Cosa Nostra), recherché depuis 1963, arrêté le 11 avril 2006, à Corleone (Sicile)[93];
- Maurizio Di Gati (en) (Cosa Nostra), recherché depuis 1994, arrêté le 25 novembre 2006[94].

### 2007
- Salvatore Pelle (en)('Ndrangheta), recherché depuis 1991, arrêté le 10 mars 2007[95],
- Giuseppe Bellocco (en) ('Ndrangheta), recherché depuis 1997, arrêté le 16 juillet 2007[96];
- Andrea Adamo (Cosa Nostra), recherché depuis 2001, arrêté le 5 novembre 2007[97];
- Salvatore Lo Piccolo (Cosa Nostra), recherché depuis 1998, arrêté le 5 novembre 2007[97],[98];
- Sandro Lo Piccolo (Cosa Nostra), recherché depuis 1998, arrêté le 5 novembre 2007[97];
- Daniele Emmanuello (Cosa Nostra), recherché depuis 1996, tué par la police le 3 décembre 2007[99],[100];
- Edoardo Contini (en) (Camorra), recherché depuis 2001, arrêté le 14 décembre 2007[101],[102],[103].

### 2008
- Vincenzo Licciardi (Camorra), recherché depuis 2004, arrêté le 7 février 2008[104],[105].
- Pasquale Condello, ('Ndrangheta), recherché depuis 1990, arrêté le 18 février 2008[106],[107]
- Giuseppe Coluccio, (« Ndrangheta), recherché depuis 2005, arrêté le 7 août 2008, à Toronto (Canada)[108],[109].
- Patrizio Bosti, (Camorra), recherché depuis 2005, arrêté le 10 août 2008, à Gérone (Espagne)[110].
- Giuseppe De Stefano (en), ('Ndrangheta), recherché depuis 2003, arrêté le 10 décembre 2008[111];
- Pietro Criaco (en), ('Ndrangheta), recherché depuis 1997, arrêté le 28 décembre 2008[112].

### 2009
- Giuseppe Setola (en) (Camorra), recherché depuis 2008 pour le Massacre de Castel Volturno, arrêté le 14 janvier 2009 en Mignano Monte Lungo (Campanie)[113],[114];
- Giovanni Strangio (en) ('Ndrangheta), recherché depuis 2007, arrêté le 12 mars 2009 Amsterdam (Pays-Bas)[115];
- Raffaele Diana (en) (Camorra), recherché depuis 2004, arrêté le 3 mai 2009 à Casal di Principe (Campanie)[116];
- Salvatore Coluccio ('Ndrangheta), recherché depuis 2005, arrêté le 10 mai 2009 à Marina di Gioiosa Ionica (Calabre)[117];
- Antonio Pelle (en) ('Ndrangheta), recherché depuis 2000, arrêté le 12 juin 2009 à  Polistena (Calabre)[118];
- Salvatore Miceli (en) (Cosa Nostra), recherché depuis 2001, arrêté le 20 juin 2009 à Caracas (Venezuela)[119],[120];
- Paolo Rosario De Stefano (en) ('Ndrangheta), recherché depuis 2005, arrêté le 18 août 2009, à Taormine (Sicile)[121];
- Carmelo Barbaro (en) ('Ndrangheta), recherché depuis 2001, arrêté le 12 septembre 2009 à Reggio de Calabre (Calabre)[122];
- Santo La Causa (Cosa Nostra), recherché depuis 2007, arrêté le  8 octobre 2009[123];
- Michele Labate ('Ndrangheta), recherché depuis 2007, s'est rendu à la police le 22 octobre 2009 à Rome (Lazio)[124];
- Salvatore Russo (en) (Camorra), recherché depuis 1995, arrêté le 31 octobre 2009[125];
- Pasquale Russo (en) (Camorra), recherché depuis 1995, arrêté le 1er novembre 2009 à Sperone (Campanie)[126]
- Luigi Esposito (en) (Camorra), recherché depuis 2003, arrêté le 7 novembre 2009 à Pausillipoe (Campanie)[127];
- Domenico Raccuglia (Cosa Nostra), recherché depuis 1996, arrêté le 15 novembre 2009 Calatafimi (Sicile)[128];
- Gaetano Fidanzati (Cosa Nostra), recherché depuis 2008, arrêté le 5 décembre 2009 à Milan (Lombardie)[129];
- Giovanni Nicchi (en) (Cosa Nostra), recherché depuis 2006, arrêté le 5 décembre 2009 le Palerme (Sicile)[129];
- Raffaele Arzu (it), recherché depuis 2002, arrêté le 9 décembre 2009 à Sardaigne[130].

### 2010
- Paolo Di Mauro (Camorra), recherché depuis 2003, arrêté le 27 janvier 2010 à Barcelone (Espagne)[131];
- Nicola Panaro (en) (Camorra), recherché depuis 2003, arrêté le 14 avril 2010 à Lusciano (Campanie)[132];
- Giovanni Tegano (en) ('Ndrangheta), recherché depuis 1993, arrêté le 26 avril 2010 à Reggio Calabria (Calabre)[133];
- Giuseppe Falsone (en) (Cosa Nostra), recherché depuis 1999, arrêté le 25 juin 2010 à Marseille (France)[134];
- Cesare Pagano (en) (Camorra), recherché depuis 2009, arrêté le 8 juillet 2010 à Licola (Campanie)[135];
- Franco Li Bergolis (Mafia garganica), recherché depuis 2009, arrêté le 26 septembre 2010 à Monte Sant'Angelo (Pouilles)[136];
- Gerlandino Messina (en) (Cosa Nostra), recherché depuis 1999, arrêté le 23 octobre 2010 à Favara (Sicile)[137];
- Antonio Iovine (en) (Camorra), recherché depuis 1996, arrêté le 17 novembre 2010 à Casal di Principe (Campanie)[138].

### 2011
- Mario Caterino (en) (Camorra), recherché depuis 2005, arrêté le 2 mai 2011 à Casal di Principe (Campanie)[139];
- Giuseppe Pacilli (Mafia garganica), recherché depuis 2009, arrêté le 13 mai 2011 à Monte Sant'Angelo (Pouilles)[140];
- Giuseppe Dell'Aquila (en) (Camorra), recherché depuis 2002, arrêté le 25 mai 2011 à Varcaturo Licola (Campanie)[141];
- Giovanni Arena (en) (Cosa Nostra), recherché depuis 1993, arrêté le 26 octobre 2011 à Catane (Sicile)[142];
- Sebastiano Pelle (en) ('Ndrangheta), recherché depuis 1995, arrêté le 10 novembre 2011 à Reggio Calabria (Calabre)[143];
- Michele Zagaria (Camorra), recherché depuis 1995, arrêté le 7 décembre 2011 à Casapesenna (Campanie)[144].

### 2012
- Vito Badalamenti (en)(Cosa Nostra), recherché depuis 1995, délai de prescription déclaré expiré le 29 mars 2012[145];
- Francesco Matrone (en) (Camorra), recherché depuis 2007, arrêté le 17 août 2012 à Battipaglia (Campanie)[146];
- Domenico Condello (en) ('Ndrangheta), recherché depuis 1993, arrêté le 10 octobre 2012 à Reggio de Calabre (Calabre)[147].

### 2013
- Michele Antonio Varano (en) ('Ndrangheta), recherché depuis 2000, arrêté le 12 mai 2009 à Gandria (Suisse) et libéré le 8 juillet 2009 par la police suisse. Varano a été retiré de la liste en juin 2013 et s'est finalement rendu à la police italienne le 2 décembre 2014 à Gênes.
- Francesco Nirta (it) ('Ndrangheta), recherché depuis 2007, arrêté le 20 septembre 2013 à Nieuwegein (Pays-Bas)[148].

### 2015
- Pasquale Scotti (en) (Camorra), recherché depuis 1984, arrêté le 26 mai 2015 à Recife (Brésil)[149].

### 2016
- Ernesto Fazzalari (en) ('Ndrangheta), recherché depuis 1996, arrêté le 26 juin 2016 près de Molochio (Calabre)[150].

### 2017
- Giuseppe Giorgi ('Ndrangheta), recherché depuis 1994, arrêté le 2 juin 2017 à San Luca (Calabre)[151].

### 2019
- Marco Di Lauro (en) (Camorra), recherché depuis 2004, arrêté le 2 mars 2019 à Naples (Campanie)[152].

### 2021
- Francesco Pelle (en) ('Ndrangheta), recherché depuis 2019, arrêté le 29 mars 2021, à Lisbonne (Portugal)[153];
- Rocco Morabito ('Ndrangheta), recherché depuis 1994, arrêté le 24 mai 2021, à João Pessoa (Brésil)[154];
- Raffaele Imperiale (Camorra), recherché depuis 2016, arrêté le 4 août 2021, à Dubaï (Émirats arabes unis)[155];
- Graziano Mesina (en) (Anonima sarda), recherché depuis 2021, arrêté le 18 décembre 2021, à Desulo (Sardaigne)[156].

### 2023
- Matteo Messina Denaro (Cosa Nostra), recherché depuis 1993, arrêté le 16 janvier 2023, à Palerme[157];
- Pasquale Bonavota (en) ('Ndrangheta), recherché depuis 2018, arrêté le 27 avril 2023, à Gênes[158],[159].